# Valle del Nilo
La valle del Nilo appartiene geograficamente al Nordafrica, ma culturalmente e storicamente ha sempre rappresentato un mondo a sé. Propriamente, il corso del Nilo attraversa sei Paesi africani: Burundi, Ruanda, Tanzania, Uganda, Sudan ed Egitto. Dalle sue sorgenti fino a Khartoum, il fiume è diviso in due rami: Nilo Bianco e Nilo Azzurro.
L'area geografica cui fa riferimento questo portale parte da questo punto ed arriva fino al delta: comprende i territori degli attuali Egitto e Sudan, l'antico regno dei sovrani egizi, quelli che gli storici greci chiamarono faraoni, con i paesi confinanti a sud, Nubia e Kush.

## Altri progetti

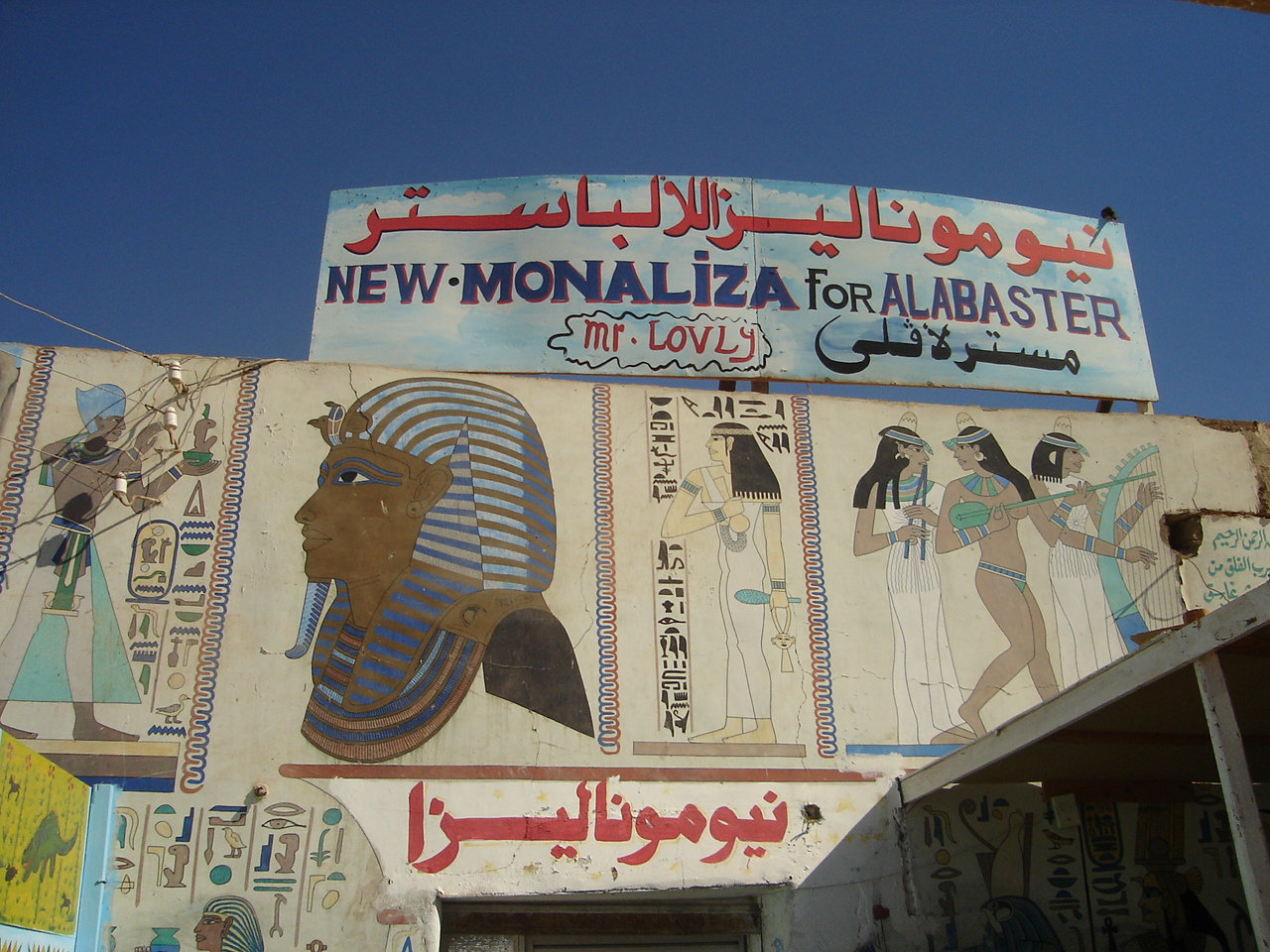
Una vistosa insegna pubblicitaria evoca i fasti della civiltà dell'antico Egitto che si estese sull'intera valle del Nilo